# Kohumono
Die Sprache Kohumono (auch bahumono, ediba, ekumuru, humono, ohumono; ISO 639-3:bcs) ist eine bantoide Cross-Sprache aus der Sprachgruppe der Cross-River-Sprachen, die von insgesamt 30.000 Personen (1989) im nigerianischen Bundesstaat Cross River gesprochen wird.
Zusammen mit der Sprache Ubaghara bildet das Kohumono die Sprachgruppe Kohumono-Ubaghara, deren weitere Vertreter auch das Agwagwune [yay] und das Umon [umm] sind, welche allesamt in Nigeria gesprochen werden.